# Badesee Mitterkirchen
Der Badesee Mitterkirchen befindet sich in der Ortschaft Weisching in der Katastralgemeinde Langacker in der Marktgemeinde Mitterkirchen im Machland im Bezirk Perg in Oberösterreich.

## Beschreibung
Badesee, Infrastruktur und dazugehöriges Freizeitareal wurden zu Beginn der 1970er-Jahre auf dem von der Gemeinde gepachteten Gelände einer ehemaligen Schottergrube aus der Zeit der Errichtung des Kraftwerks Wallsee-Mitterkirchen sowie umliegenden Feldern angelegt, verfügt über eine Wasserfläche von rund 30.000 Quadratmetern und war ursprünglich etwa drei Meter tief. 1995 wurde der See an neue Hygiene-Standards angepasst und teilweise auf etwa sechs Meter vertieft. Er zählt zu den wärmsten Badeseen in Oberösterreich und wies in den Jahren 2010 und 2011 eine gute Wasserqualität mit geringer bakteriologischer Belastung auf.
Die physikalischen, geographischen und hydrologischen Charakteristika des Badesees werden wie folgt beschrieben:
Der Badesee ist als Grundwassersee ohne ständige oberirdische Zu- und Abflüsse nicht Teil eines Oberflächenwasserkörpers und liegt in der Bioregion Bayrisch-Österreichisches Alpenvorland und somit Teil der Ökoregion zentrales Mittelgebirge.
- Badestrand mit grasbewachsener halbnatürlicher Landzone mit Sand und Kies entlang des Gewässerrandes rund um den gesamten See.
- Gewässer mit einer mittleren Tiefe von zwei bis drei Meter und maximaler Tiefe von vier Meter.
- Infrastruktur bestehend aus Duschen und Toiletten mit Kanalanschluss sowie Abfallentsorgungssystem
- Es besteht ein Verbot für Hunde und anderen Haustiere auf dem Areal.
- Die maximale Besucheranzahl liegt bei rund eintausend Personen. Das Gewässer wird auch für den Angelsport verwendet.
- Das hydrologische Einzugsgebiet des im Flachland auf rund 230 Metern Seehöhe befindlichen Sees beträgt 1,25 Quadratkilometer. Die höchste Erhebung im Einzugsgebiet liegt bei 240 Meter, der niedrigste Punkt bei 232 Meter.
- Die Lufttemperatur im Einzugsgebiet beträgt im Jahresmittel 8 bis 10 Grad Celsius.
- Die Wassertemperatur bewegte sich in der Badesaison (Juni bis August) in den Jahren von 2000 bis 2009 um einen Mittelwert von 22,7 Grad Celsius bei einem Höchstwert von 29,9 Grad Celsius und einem Tiefstwert von 17,9 Grad Celsius.

Zu dem etwa fünf Hektar großen Freizeitareal gehören u. a. ein Beachvolleyballplatz (seit 1999), ein Wasser-Trampolin, eine Badeinsel und ein Kinderspielplatz. Der See dient im Winter für den Eisstocksport und zum Schlittschuhlaufen. Die Fischereiberechtigung für den Badesee wird vom Angelsport-Verein Mitterkirchen verwaltet, der die Fischerlizenzen ausgibt.
Das Freizeitareal ist immer wieder Standort von Zeltfesten und Kulturveranstaltungen wie z. B. dem Grenzfluss World Jazz Festival mit Peter Madsen.